# Fergus mac Muirchertach
Fergus ou Forggus mac Muirchertach († 566), co Ard ri Érenn de 565 à 566. Forggus mac Muirchertaig, apparaît comme l'un des rois Uí Néill du Nord qui établissent leur hégémonie dans l'année qui suit la mort de Diarmait mac Cerbaill († 565). 

## Origine
Fergus mac Muirchertach était le fils de Muirchertach Mac Ercae fondateur de la puissance du Cenél nEógain et de Duisech une fille de Dauí Tenga Uma Uí Briúin roi de Connacht.
Les actes de la génération de Forggus se trouvent à la limite de l'époque où l'on commence à compiler des annales à Iona dont le monastère est fondé en 563 et qui deviendra l'atelier d'origine de composition des chroniques d'Irlande. Les références annalistiques de son activité se chevauchent partiellement avec des informations similaires, mais pas identiques, dans la vie de saint Columba par Adomnan. Les annales relèvent une série de batailles, à partir de 547, ou, avec une date alternative, 543, et se terminent par ce qui semble avoir été l'année de la mort de Forggus en 566.

## Co Ard ri Erenn
Bien que Forggus et son frère et « Haut-Roi d'Irlande » conjoint Domnall, soient les fils de Muirchertach mac Muiredaig, également connu sous le nom Mac Ercae († 534), du Cenél nÉogain, ils sont alliés avec les dirigeants de Cenél Conaill, une autre lignée des Uí Néill du Nord, à laquelle appartenait Columba et Adomnan.  
Non seulement leur activité est commune avec celle des rois de Cenél Conaill, mais ils appartiennent également au contexte immédiat de la « peregrinatio » c'est-à-dire  l'« exil volontaire » de Columba en Grande-Bretagne, qu'Adomnan situe par référence à deux de leurs batailles. C'est en partie pour cette raison, les annales contiennent beaucoup plus d'information sur les rois des Uí Néill nord  que sur Diarmait mac Cerbaill, ard ri Erenn pour une période beaucoup plus longue, mais qui est lui-même issu des  Uí Néill du Sud.  
Les combats de Forggus commencent avec la bataille de la rivière Sligo en 547 ou 543 contre Éogan Bél issu des Uí Fhiachrach, la plus puissante des lignées des Connachta en dehors des Uí Néill et qui avait établi un pouvoir fort dans ce qui est maintenant le nord du Connacht, dans le comté de Sligo et le comté de Mayo.  Il s'agissait de la région d'origine à partir de laquelle les Uí Néill avaient commencé leur expansion au Ve et au début du VIe siècle et Ailill Molt  (482) le grand-père d'Éogan Bél, est inclus dans la liste des rois de Tara le titre formel porté par l'ard ri Erenn c'est-à-dire le « Haut Roi » d'Irlande. Forggus et son frère Domnall apparaissent alors comme les ennemis d'une lignée rivale les Connachta, très probablement des alliés antérieurs et très proches des Uí Néill. L'objet du conflit est la suzeraineté sur les Connachta. Au combat de la rivière Sligo ils défont et tuent Éogan Bél et à la suite de ce succès en 550 ils battent et tuent également deux de ses fils, Ailill Inbanda et Áed Fortobol, beaucoup plus à l'ouest, près de la baie de Clew.  
La seconde mention de Forggus concerne un combat en 561: la bataille de Cúl Dreimne qui sera entourée de légendes à la suite de l'exil de Columba en Grande-Bretagne, mais qui est un évènement qui selon les annalistes représente un total changement d'orientation de l'activité de Forggus et de son frère Domnall. Ils sont désormais alliés avec Ainmere mac Sétnai et Nainnid mac Duach du Cenél Conaill et avec Áed mac Echach des Uí Briúin, une autre lignée des Connachta, dont le domaine sera ensuite centré dans ce qui est le moderne comté de Roscommon.  
Leur ennemi est l'ard ri Erenn en place, Diarmait mac Cerbaill, qui règne que le royaume de Mide et celui de Brega. Cette bataille représente une attaque d'éléments venant du nord et de l'ouest dans le Connacht, contre le roi, qui a réussi à s'imposer après la prise de contrôle des Midlands d'Irlande par les Uí Néill.  
La bataille ne permet pas aux vainqueurs de s'emparer du titre d'ard ri Erenn la haute-royauté d'Irlande qui n'est prise conjointement par Forggus et son frère Domnall seulement en 565 après que Diarmait mac Cerbaill soit tué par un prince Cruithni d'Ulaid. 
Les deux frères commencent leur règne sous des auspices  prometteurs avec une victoire en 566 sur les ennemis principaux des Uí Néill, les Hommes du Leinster, mais Domnall meurt la même année et son frère semble, d'après les annales fragmentaires  avoir trouvé la mort à peu près au même moment.  Ils ont cependant, réussi à bâtir une alliance entre les membres des Uí Néill du Nord. Ils ont comme successeur leur allié Ainmere mac Sétnai du Cenél Conaill et ce dernier sera suivi par un nouveau règne conjoint à celui de leur frère Báetán mac Muirchertach et du fils de Domnall, Eochaid ou Eochu.